# Chiesa di Sant'Antonio da Padova (Perugia)
La chiesa di Sant'Antonio da Padova è un edificio religioso situato a Perugia, in via Luigi Canali 14. Progettata dall'architetto Carlo Bevilacqua, l'opera fu completata nel 1970 ed è attualmente destinata al culto religioso.

## Architettura e struttura
La chiesa si sviluppa su tre livelli. Il piano ipogeo è collegato al livello terra attraverso una scalinata centrale e una laterale, mentre il livello superiore è accessibile mediante due rampe curvilinee simmetriche che conducono all’ingresso principale. L’interno è caratterizzato da una pianta centrale, con l’altare principale al centro della composizione. Sopra l’altare si ergono quattro archi iperbolici che sostengono la torre campanaria.
Gli elementi funzionali includono due altari laterali, confessionali, sagrestia, oratorio e alcune sale per il catechismo.
La struttura portante è realizzata in calcestruzzo a vista, mentre le tamponature, in laterizio forato, sono rivestite esternamente con pietra locale e laterizio a faccia vista. La copertura è rivestita in rame.

## Storia
La costruzione della chiesa fu commissionata nel 1970 dall’Ente Provincia dell’Umbria dei Frati Minori Cappuccini, con l’obiettivo di realizzare un nuovo centro religioso per la comunità. La progettazione fu affidata a Carlo Bevilacqua, che concepì un edificio capace di armonizzarsi con il contesto urbano circostante.
Dal 2018, la chiesa è stata riconosciuta come sito di interesse dalla Direzione generale Creatività Contemporanea del Ministero della Cultura, grazie al suo valore architettonico e artistico.

## Elementi artistici
L’interno è arricchito da mosaici, vetrate e graffiti realizzati dall’artista Ugolino da Belluno, discepolo di Gino Severini. Questi elementi contribuiscono a conferire un forte impatto visivo e spirituale all’intero complesso.